# カペリス XC-12

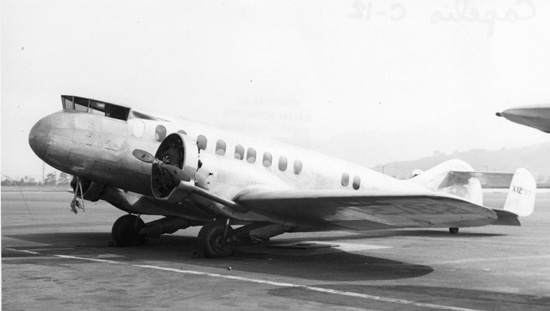
カペリス XC-12

カペリス XC-12（英語：Capelis XC-12）とは、アメリカ合衆国で開発されていた試作旅客機である。第二次世界大戦中に製作された多くの映画の大道具として銀幕に登場したことで有名である。

## 概要
1930年、ソクレイツ・H・カペリスがカリフォルニア州オークランドに創設したカペリス安全航空機社では、全金属単葉かつ引き込み式降着装置による近代的旅客機を開発しようとしていた。その試作機がXC-12であったが、後発組であり開発資金を集めることが出来ず、カペリス社技術顧問のジェイムズ・ヤンガー博士のつてでカリフォルニア大学で組み立てられた機体が完成したのは1933年であった。
完成した機体（機体記号：X12762）は相当個性的な外観であった。また外壁をリベットではなくネジで構造材に貼り付けていたため、飛行中の振動で外れたうえに、操縦性能も非常に劣悪だった。同時代のダグラス DC-2やボーイング247と比べても大きく出遅れていた上にこれらの悪条件から大手航空会社からの発注はなく、量産されることはなかった。

## 映画の大道具として
XC-12は1938年4月に燃料切れのため胴体着陸し修理が断念された。機体は1939年にRKOラジオピクチュアズ所有となり、ダグラス DC-3風に改造された上で映画の大道具として使われるようになった。そのため多くの航空機が登場するハリウッド映画に登場している。
著名な映画としては、1942年にジョン・ウェイン主演の「フライング・タイガース」（Flying Tigers）では、火だるまになって日本軍の列車に突入する急造爆撃機役として登場している。なお、大道具としていつまで使われたかは定かではない。

## 性能要目
- 乗員 2
- 乗客 14
- 全長 12.80 m
- 全幅 16.80 m
- 高さ 3.70 m
- 翼面積 119.4 m²
- 空虚重量 2,950 kg
- ロード重量 4,310 kg
- エンジン ライト R-1750サイクロン空冷星型9気筒レシプロ (525馬力) 2発
- 最大速度 354 km/h
- 巡航速度 306 km/h
- 実用上昇限界高度 6,700 m